# Metoa incisa
Metoa incisa là một loài tò vò trong họ Ichneumonidae.